# فهرست آثار ملی شهرستان داراب
فهرست آثار ملی شهرستان داراب بخشی از آثار ملی استان فارس در ایران است.
آثار ثبت‌شده شهرستان در این فهرست شامل ۶۱ اثر است.

## فهرست
| کد ثبتی | نام                              | شهر   | موقعیت جغرافیایی                                                                                       | طول و عرض جغرافیایی                                           | سال ثبت    | قدمت                             | نگاره    |
| ------- | -------------------------------- | ----- | --- | ------------------------------------------------------------- | ---------- | -------------------------------- | -------- |
| ۱۴      | دارابگرد                         | داراب | در پنج کیلومتری شمال شهر داراب                                                                         |                                                               | ۱۳۱۰/۰۶/۲۴ | احتمالاٌ هخامنشی ـ ساسانی         | دارابگرد |
| ۲۲۹     | مسجد سنگی                        | داراب | دامنه جنوبی کوه پهنا                                                                                   |                                                               | ۱۳۱۴/۰۹/۱۵ | ساسانی ـ اقرن ۷ ق                |          |
| ۲۶۷     | نقش رستم                         | داراب | شش میلی شمال شرق داراب، دامنه جنوبی کوه پهنا                                                           | ۲۹°۵۹′۲۰″شمالی ۵۲°۵۲′۲۹″شرقی / ۲۹٫۹۸۸۸۸۹°شمالی ۵۲٫۸۷۴۷۲۲°شرقی | ۱۳۱۵/۱۲/۱۲ | ساسانی                           | نقش رستم |
| ۱۵۹۷    | مسجد جامع داراب                  | داراب | |                                                               | ۱۳۵۶/۱۰/۱۹ | سلجوقیان                         |          |
| ۲۹۵۴    | تل یونجه‌ای                       | داراب | کیلومتر ۱۰ جنوب جاده قدیم داراب، فسا                                                                   |                                                               | ۱۳۷۹/۱۰/۲۸ | هخامنشی ـ اسلامی                 |          |
| ۳۳۸۶    | مجموعه تپه‌های دهنو               | داراب | شهرستان داراب، بخش حاجی‌آباد، بخش شهر پیر، دهستان ایزدخواست، ۱/۵ کیلومتری غرب روستای دهنو               |                                                               | ۱۳۷۹/۱۲/۲۵ | اسلامی                           |          |
| ۴۵۰۶    | انبار غله (تصفیه خانه)           | داراب | شهرستان داراب، خ سید جمال الدین اسدآبادی، ساختمان نیروی انتطامی                                        |                                                               | ۱۳۸۰/۰۹/۰۵ | قاجاریه                          |          |
| ۴۵۰۷    | حمام مشیر                        | داراب | شهرستان داراب، خ مجاهدین اسلام، خ بهار، ساختمان هلال احمر قدیم                                         |                                                               | ۱۳۸۰/۱۰/۱۱ | قاجاریه                          |          |
| ۴۶۷۹    | خانه سوخکیان                     | داراب | استان فارس، شهرستان داراب، خ هلال احمر، جنب هلال احمر، منزل سوخکیان                                    |                                                               | ۱۳۸۰/۱۰/۱۱ | پهلوی اول                        |          |
| ۴۸۹۹    | تل اسب کشته‌ای                    | داراب | بخش مرکزی شهرستان داراب، دهستان هشیوار، روستای آب شیب                                                  |                                                               | ۱۳۸۰/۱۲/۱۹ | اسلامی                           |          |
| ۵۰۳۲    | تل خاکستری                       | داراب | شهرستان داراب، ۵۰۰ متری جنوب روستای آبشیب، دامنه شمالی کوه بیزدان، دهستان هشیوار                       |                                                               | ۱۳۸۰/۱۲/۲۵ | اسلامی                           |          |
| ۵۶۹۲    | خیام توکل                        | داراب | شهرستان داراب، بخش مرکزی، مجاور بازار داراب، خیابان مجاهدین اسلام (بالاتر از چهارراه آزادی)            |                                                               | ۱۳۸۰/۱۲/۲۵ | قاجاریه                          |          |
| ۷۱۶۵    | تل سیاه فورگ                     | داراب | شهرستان داراب، بخش فورگ، ۴ کیلومتری غرب دهستان دوبرجی                                                  |                                                               | ۱۳۸۱/۱۱/۱۲ | پیش از تاریخ                     |          |
| ۱۴۲۳۱   | بقایای چهار طاق علی وطنی         | داراب | رستاق، جاده رستاق بطرف پشتکوه، سمت راست جاده، بین زمین‌های کشاورزی                                      |                                                               | ۱۳۸۴/۱۱/۰۹ | ساسانی                           |          |
| ۱۴۲۳۲   | تل دهقانهای اربابی               | داراب | رستاق، جاده رستاق، بطرف پشتکوه، ۱۹۰ م از پاسگاه انتظامی رستاق                                          |                                                               | ۱۳۸۴/۱۱/۰۹ | قرن هفتم هجری قمری               |          |
| ۱۴۲۴۲   | بقایای چهار طاقی قبرستان صحراپوش | داراب | داراب، قبرستان کهنه داراب، داخل فضای قبرستان                                                           |                                                               | ۱۳۸۴/۱۱/۰۹ | صفویه                            |          |
| ۱۴۲۵۸   | بقایای آسیاب کمر                 | داراب | شهرستان داراب، بخش رستاق، اراضی مشرف به زمین‌های گاوآهنی                                                |                                                               | ۱۳۸۴/۱۱/۰۹ | صفویه                            |          |
| ۱۴۲۶۱   | تل سفیدک                         | داراب | شهرستان داراب، بخش رستاق، جاده رستاق به طرف پشتکوه، ۱۸۰ م بطرف پاسگاه                                  |                                                               | ۱۳۸۴/۱۱/۰۹ | قرن ۳ و ۴ ه. ق                   |          |
| ۱۴۷۶۳   | آسیاب بادامهای دیوانه            | داراب | شهر داراب شهررستاق، کیلومتری ۷ جاده رستاق بطرف پشتکوه                                                  |                                                               | ۱۳۸۴/۱۲/۱۶ | قاجاریه                          |          |
| ۱۴۷۶۴   | آسیاب تاریخی دو لنگه             | داراب | شهر داراب، شهر رستاق، کیلومتری ۵ جاده رستاق بطرف پشتکوه، یک کیلومتری جاده اصلی مشرف به قبرستان رستاق   |                                                               | ۱۳۸۴/۱۲/۱۶ | صفویه                            |          |
| ۱۴۷۷۴   | بقایای قلعه گبری کمر             | داراب | شهر رستاق، کیلومتری ۷/۵ جاده رستاق به طرف پشتکوه، سمت راست جاده                                        |                                                               | ۱۳۸۴/۱۲/۱۶ | ساسانیان                         |          |
| ۱۴۷۸۰   | بقعه صحرا پوش                    | داراب | شهرداراب، قبرستان کهنه داراب، داخل فضای قبرستان                                                        |                                                               | ۱۳۸۴/۱۲/۱۶ | قرن ۷ ه ق                        |          |
| ۱۵۴۹۰   | تل شاهرخ                         | داراب | شهر داراب، بعد از شهرک والفجر، در جوار باغ آقای شاهرخ                                                  |                                                               | ۱۳۸۵/۰۳/۱۷ | ساسانی ـ اسلامی                  |          |
| ۱۵۴۹۱   | تل قلعه پشنگون                   | داراب | شهرستان داراب، بخش رستاق، دهستان رستاق، شمال غرب روستای بارگون                                         |                                                               | ۱۳۸۵/۰۳/۱۷ | ساسانیان                         |          |
| ۱۵۴۹۷   | اشکفت محمد تقی                   | داراب | شهرستان داراب، بخش مرکزی، دهستان نصروان، روستای دشت الله، ارتفاعات جنوبی دشت الله                      |                                                               | ۱۳۸۵/۰۳/۱۷ | تاریخی                           |          |
| ۱۵۵۰۳   | آسیاب تنگ کتویه یک               | داراب | شمال شرقی شهر داراب، ابتدای تنگ کتویه                                                                  |                                                               | ۱۳۸۵/۰۳/۱۷ | اوایل قاجاریه                    |          |
| ۱۵۵۰۴   | تل کهتکان                        | داراب | شهرستان داراب، بخش رستاق، دهستان رستاق، شرق روستای کهتکان                                              |                                                               | ۱۳۸۵/۰۳/۱۷ | قرن ششم ه ق                      |          |
| ۱۵۵۰۵   | دخمه‌های سنگی همت                 | داراب | شهرستان داراب، بخش رستاق، دهستان رستاق، شمال شرق روستای همت                                            |                                                               | ۱۳۸۵/۰۳/۱۷ | ساسانی                           |          |
| ۱۵۵۰۷   | آسیاب دولت‌آباد                   | داراب | شهر داراب، ۵۰ متر قبل از پمپ بنزین، بعد از باربری بابایی، سمت راست، ۳۰۰ م از جاده اصلی داراب به شیراز  |                                                               | ۱۳۸۵/۰۳/۱۷ | صفویه                            |          |
| ۱۵۵۱۰   | تل قلعه محمد تقی                 | داراب | شهرستان داراب، بخش مرکزی، دهستان نصروان، روستای دشت الله، برروی ارتفاعات دشت الله                      |                                                               | ۱۳۸۵/۰۳/۱۷ | قرون میانه اسلامی                |          |
| ۱۵۵۱۷   | اشکفت مومیایی دو                 | داراب | شهرستان داراب، بخش مرکزی، دهستان نصروان، روستای دشت الله، ارتفاعات جنوبی دشت الله                      |                                                               | ۱۳۸۵/۰۳/۱۷ | تاریخی                           |          |
| ۱۵۵۱۸   | غار دشت الله                     | داراب | شهرستان داراب، بخش مرکزی، دهستان نصروان، روستای دشت الله، ارتفاعات دشت الله                            |                                                               | ۱۳۸۵/۰۳/۱۷ | پیش ازتاریخ ـ تاریخی             |          |
| ۱۵۵۱۹   | اشکفت مومیایی یک                 | داراب | شهرستان داراب، بخش مرکزی، دهستان نصروان، روستای دشت الله، ارتفاعات جنوبی دشت الله                      |                                                               | ۱۳۸۵/۰۳/۱۷ | تاریخی                           |          |
| ۱۵۵۲۲   | غار اوغلان قز                    | داراب | شهرستان داراب، بخش مرکزی، روستای اوغلان قز، مشرف بر زمین‌های کشاورزی                                    |                                                               | ۱۳۸۵/۰۳/۱۷ | تاریخی                           |          |
| ۱۵۵۲۸   | پل کهتکان                        | داراب | شهرستان داراب، بخش رستاق، دهستان رستاق، جاده خاکی به طرف روستای کهتکان بعد از باغ حاج قاسم نظافت       |                                                               | ۱۳۸۵/۰۳/۱۷ | صفویه                            |          |
| ۱۵۵۳۹   | آسیاب عطایی (سرفراز)             | داراب | شهر داراب، بطرف تنگ رودبال، روبروی جاده آسفالته مروارید، نرسیده به باغ محمود خان سرفراز                |                                                               | ۱۳۸۵/۰۳/۱۷ | صفویه                            |          |
| ۱۵۵۴۰   | تل آذرجو                         | داراب | شهرستان داراب، بخش مرکزی، روستای اوغلان قز                                                             |                                                               | ۱۳۸۵/۰۳/۱۷ | ساسانیان                         |          |
| ۱۵۵۴۵   | آسیاب پشنگون                     | داراب | شهرستان داراب، بخش رستاق، دهستان رستاق، شمال روستای بارگون                                             |                                                               | ۱۳۸۵/۰۳/۱۷ | صفویه                            |          |
| ۱۵۵۶۶   | بقایای آسیاب علی                 | داراب | شهر رستاق، کیلومتری ۴ جاده رستاق بطرف پشتکوه، سمت چپ جاده، جنب زمین‌های زراعی آقای وطنخواه              |                                                               | ۱۳۸۵/۰۳/۱۷ | صفویه                            |          |
| ۱۵۵۷۱   | برکه کارخانه سیمان               | داراب | شهر داراب، جاده فسا به داراب، ۵۰ کیلومتری مانده به داراب، روبروی کارخانه سیمان، ۷۰ م سمت چپ جاده       |                                                               | ۱۳۸۵/۰۳/۱۷ | صفویه                            |          |
| ۱۵۵۷۲   | آسیاب تنگ کتویه سه               | داراب | شمال شرقی شهر داراب، ابتدای تنگ کتویه                                                                  |                                                               | ۱۳۸۵/۰۳/۱۷ | صفویه                            |          |
| ۱۵۵۷۶   | بقایای بنای کارخانه سیمان        | داراب | شهر داراب، جاده فسا به داراب، ۵۰ کیلومتری مانده به داراب، روبروی کارخانه سیمان                         |                                                               | ۱۳۸۵/۰۳/۱۷ | صفویه                            |          |
| ۱۵۵۷۸   | قبرستان دراکویه                  | داراب | شهر داراب، جاده قدیم داراب بطرف فسا، بر روی ارتفاعات گردنه دراکویه                                     |                                                               | ۱۳۸۵/۰۳/۱۷ | ساسانیان                         |          |
| ۱۵۵۸۴   | جوی دراکویه                      | داراب | شهر داراب، بعد از شهرک الفجر، در ارتفاعات مشرف به باغات منطقه                                          |                                                               | ۱۳۸۵/۰۳/۱۷ | صفویه                            |          |
| ۱۵۵۸۵   | برکه زینی                        | داراب | شهرستان داراب، بخش رستاق، کیلومتری ۵ جاده لایزنگان بطرف روستای رستاق، سمت چپ جاده                      |                                                               | ۱۳۸۵/۰۳/۱۷ | صفویه                            |          |
| ۱۵۵۸۸   | مجموعه تپه‌های بادامه             | داراب | شهرستان داراب، بخش رستاق، دهستان رستاق، جنوب روستای بادامه                                             |                                                               | ۱۳۸۵/۰۳/۱۷ | قرن ۵ ه ق                        |          |
| ۱۵۶۰۲   | آتشکده آذرجو                     | داراب | شهرستان داراب، بخش مرکزی، شمال روستای اوغلان قز                                                        |                                                               | ۱۳۸۵/۰۳/۱۷ | ساسانیان                         |          |
| ۱۵۶۰۴   | آسیاب دشت الله                   | داراب | شهرستان داراب، بخش مرکزی، دهستان نصروان، روستای دشت الله، جنب باربری بابائیان، دامنه ارتفاعات دشت الله |                                                               | ۱۳۸۵/۰۳/۱۷ | صفویه                            |          |
| ۱۵۶۱۰   | مجموعه تپه‌های همتی               | داراب | شهرستان داراب، بخش رستاق، دهستان رستاق، روستای بادامه                                                  |                                                               | ۱۳۸۵/۰۳/۱۷ | قرون میانه اسلامی                |          |
| ۱۵۶۱۹   | قنات چشمه ریز وطن خواه           | داراب | شهر رستاق، جنب زمین‌های گاوآهنی                                                                         |                                                               | ۱۳۸۵/۰۳/۱۷ | انشاریه                          |          |
| ۱۵۶۲۳   | قبرستان ارتفاعات مومیایی         | داراب | شهرستان داراب، بخش مرکزی، دهستان نصروان، روستای دشت الله، دره مومیایی                                  |                                                               | ۱۳۸۵/۰۳/۱۷ | تاریخی                           |          |
| ۱۶۰۳۳   | تل قلعه شکوهی                    | داراب | شهرستان داراب، بخش مرکزی، دهستان نصروان، بر روی ارتفاعات جنوبی دشت الله                                |                                                               | ۱۳۸۵/۰۶/۲۰ | ساسانی ـ اسلامی                  |          |
| ۱۶۰۴۱   | آسیاب تنگ کتویه دو               | داراب | شمال شهر داراب، ابتدای تنگ کتویه                                                                       |                                                               | ۱۳۸۵/۰۶/۲۰ | قاجاریه                          |          |
| ۱۶۱۲۲   | مجموعه تنگ چک چک                 | داراب | شهرستان داراب، بخش رستاق، ارتفاعات جنوبی دهستان رستاق                                                  |                                                               | ۱۳۸۵/۰۶/۲۰ | ساسانی                           |          |
| ۱۶۱۶۷   | امامزاده شیخ محمد                | داراب | شهرستان داراب، بخش فورگ، مجاور روستای نصیرآباد                                                         |                                                               | ۱۳۸۵/۰۶/۲۰ | صفویه                            |          |
| ۱۶۱۶۸   | امامزاده پنج پیر نصروان          | داراب | شهرستان داراب، بخش مرکزی، دهستان نصروان، مجاور روستای نصروان                                           |                                                               | ۱۳۸۵/۰۶/۲۰ | قرن ۷ و ۸ ق                      |          |
| ۱۶۱۶۹   | عمارت میر ترک دوبرجی             | داراب | شهرستان داراب، بخش فورگ، دهستان فورگ، روستای دوبرجی، مجاور جاده                                        |                                                               | ۱۳۸۵/۰۶/۲۰ | قاجاریه                          |          |
| ۱۶۱۷۴   | آسیاب مسجد سنگی                  | داراب | شهرستان داراب، بخش مرکزی، دهستان قریه الخیر، مجاور جاده داراب به روستای خیرآباد                        |                                                               | ۱۳۸۵/۰۶/۲۰ | اواخر ساسانی ـ قرون اولیه اسلامی |          |
| ۱۶۱۷۷   | تپه پنج پیر نصروان               | داراب | شهرستان داراب، بخش مرکزی، دهستان نصروان، مجاور روستای نصروان                                           |                                                               | ۱۳۸۵/۰۶/۲۰ | قرون میانه اسلامی                |          |
| ۱۶۶۸۱   | حوزه علمیه داراب                 | داراب | شهرستان داراب، بخش مرکزی، شهر داراب                                                                    |                                                               | ۱۳۸۵/۱۰/۰۳ | قاجاریه                          |          |
| ۱۷۲۶۷   | تل و گورستان نصروان              | داراب | شهرستان داراب، بخش مرکزی، دهستان نصروان، مجاور روستای نصروان                                           |                                                               | ۱۳۸۵/۱۱/۲۳ | ساسانی ـ قاجاری                  |          |